# 山村浩一
山村 浩一（やまむらこういち、1976年 - ）は、日本の画商、美術品鑑定士。永善堂画廊代表取締役社長。
テレビ東京系列『開運!なんでも鑑定団』にて、西洋画・彫刻の鑑定士としてレギュラー出演している。

## 経歴
1976年、東京都に生まれる。成城大学卒業後、オークション会社に就職。2006年同社を退職後、父親の経営する永善堂画廊に入社
2013年8月永善堂画廊代表取締役社長に就任。
2023年1月には銀座に次いで、東京都港区麻布十番に「koichi yamamura gallery」(英文)をオープン。
2016年10月よりテレビ東京系列の『開運!なんでも鑑定団』にレギュラー鑑定士として出演している（西洋画、彫刻担当）。

## 役職
- 株式会社永善堂画廊 - 代表取締役
- 株式会社Dealers Stock  - 取締役
- 財団法人東美鑑定機構 - 選定委員
- 東京美術商協同組合 - 理事
- TV東京系列「開運！なんでも鑑定団」 - レギュラー鑑定士
- koichi yamamura gallery - owner

## メディア

### バラエティ
- 開運!なんでも鑑定団（テレビ東京系列） - レギュラー鑑定士
- 高級時計専門チャンネル COMMIT TV (YouTube)  - ゲスト出演

### イベント
- 株式会社タツミ スペシャルトークショー

### 新聞
- 新美術新聞（2013年）

ほか

## 著書
- 『活動遺産』デザインエッグ、2024年 - インタビューを受けたひとり。編・清古尊。